# Chrysosoma grossum
Chrysosoma grossum är en tvåvingeart som beskrevs av Becker 1922. Chrysosoma grossum ingår i släktet Chrysosoma och familjen styltflugor. Inga underarter finns listade i Catalogue of Life.